# Hatto von Passau
Hatto († 817) war von 806 bis 817 der 8. Bischof von Passau.
Hatto war im Jahr 807 auf einer Provinzialsynode in Salzburg anwesend. Dort wurden Bestimmungen über die Verwendung der Zehnteinkünfte beschlossen.